# Club Social y Deportivo Quesos Kumey
Club Social y Deportivo Quesos Kümey é um clube chileno de futebol da cidade de Purranque, localizada na Região de Los Lagos. Fundado em 19 de maio de 2009, suas cores são vermelho e branco. Joga atualmente na Asociación Nacional de Fútbol Amateur de Chile.
Em sua estreia em 28 de junho de 2009, o conjunto Kumey derrotou por cinco a zero o F.C.Barcelonaen no quintal da conhecida família Achurra que são os principais acionistas de Quesos Kumey (Grande Quesos Kumey e a CTM).

## História
O Quesos Kümey nasceu da fábrica de queijos do mesmo nome, na cidade de Purranque em 2009, disputando torneios da ANFA (Asociación de Fútbol Amateur de Chile).
A equipe foi formado quando os investidores compraram o Provincial Osorno, a maior equipe da região, e de acordo com seu dono e fundador, Jaime Figueroa, abandonaram aos jovenes e crianças que treinavam na equipe de Osorno, aproveitando-se disso , Figueroa chamou a esses jovens a montar sua equipe da empresa , chamou a algum funcionarios que jugavam ben futebol e colocou dinheiro e se afiliou a ANFA. Tambem contratou a jogadores com passado no futebol profissional como Raúl Imilpán, Alejandro Figueroa, Carlos Cáceres, César Prahm e Juan Ramón Orellana, convertendo-se em potência amadora.
A equipe foi campeã amadora no ano 2011 da Região de Los Lagos, atingindo asim uma vaga para a Copa Chile, competição que dava uma vaga a Copa Sudamericana. Virou sensação na Internet chilena desde então.
Figueroa gostou de todo o sucesso  que o club obteve trazendo o triunfo frente ao Provincial Osorno, tendo o objetivo de colocar a equipe na Tercera División B do futbol chileno, porém para isso, o Club Deportivo Purranque tinha que subir de divisão, já que é proibido pelas leis da ANFA de duas equipes da mesma cidade jogar a mesma divisão no amador.

## Estádio
Seu estádio é o Estádio Centenário de Purranque , com capacidade para 1800 pessoas.

## Títulos
| NACIONAIS           | NACIONAIS                     | NACIONAIS | NACIONAIS  |
|                     | Competição                    | Títulos   | Temporadas |
| ------------------- | ----------------------------- | --------- | ---------- |
| Região de Los Lagos | Copa Anfa Región de los Lagos | 1         | 2011       |

## Participaçoes em competições nacionais profissionais
Copa Chile : 1 ( 2011 ) .
Desempenho : 3° fase .

## Realizações de conjunto
- Champion League (2015)
- Champion League (2016)